# 瓜亞塔

瓜亞塔是哥倫比亞的城鎮，位於該國東北部，由博亞卡省負責管轄，始建於1810年，面積81平方公里，海拔高度1,640米，2005年人口6,018，人口密度每平方公里74.3人。
4°58′N 73°29′W / 4.967°N 73.483°W